# Pelourinho de Vila Flor
O Pelourinho de Vila Flor localiza-se na freguesia de Vila Flor e Nabo, município de Vila Flor, distrito de Bragança, em Portugal. Este pelourinho encontra-se classificado como Imóvel de Interesse Público desde 1933.